# Takumi Mori
Takumi Mori (jap. 森巧 Mori Takumi; ur. 5 października 1963 w prefekturze Tokushima) – japoński zapaśnik w stylu klasycznym. Olimpijczyk z Barcelony 1992, gdzie zajął jedenaste miejsce w kategorii 68 kg.
Siódmy na mistrzostwach świata w 1987 i piętnasty w 1991. Srebrny medal na igrzyskach azjatyckich w 1986, brązowy w 1990 i 1994 roku. Srebrny medalista mistrzostw Azji w 1992 i brązowy w 1993. Drugi w Pucharze Świata w 1994; piąty w 1986 i szósty w 1989 roku.